# 井上満郎
井上 満郎（いのうえ みつお、1940年12月5日 - ）は、日本の歴史学者。京都産業大学名誉教授。専攻は日本古代史。渡来人・渡来文化や、平安京について文献史料や考古資料を分析し、庶民の生活文化の観点から実像に迫る研究を続ける。

## 来歴
京都市生まれ。京都市立西京高等学校を経て、1964年京都大学文学部史学科卒、1969年同大学院文学研究科博士課程単位取得認定退学。
その後、奈良大学講師、助教授、1978年京都産業大学助教授、教授、2001年同日本文化研究所所長。2004年京都市歴史資料館長。2011年京都産業大学名誉教授。2012年から京都市埋蔵文化財研究所長を務め、2016年より公益財団法人高麗美術館の館長も務める。
BS朝日の番組『知られざる物語 京都1200年の旅』の時代考証を担当しており、番組中にゲスト出演することが多い。

## 受賞等
- 2009年 京都新聞大賞文化学術賞
- 2014年 長岡京市文化賞
- 2018年 京都市文化功労者

## 著書
- 『平安京（研究史）』吉川弘文館 1978
- 『平安時代軍事制度の研究』吉川弘文館 1980
- 『歴史と日本人 京都躍動する古代』ミネルヴァ書房 1981
- 『渡来人 日本古代と朝鮮』リブロポート 1987
- 『平安京再現 京都1200年の暮らしと文化』 歴史博物館シリーズ、河出書房新社 1990
- 『京都よみがえる古代』ミネルヴァ書房 1991
- 『平安京の風景 人物と史跡でたどる千年の宮都（古代の三都を歩く）』文英堂 1994
- 『古代の日本と渡来人 古代史にみる国際関係』明石書店 1999
- 『桓武天皇 当年の費えといえども後世の頼り』ミネルヴァ書房 ミネルヴァ日本評伝選 2006
- 『秦河勝』人物叢書 吉川弘文館 2011
- 『桓武天皇と平安京（人をあるく）』吉川弘文館 2013
- 『歴史でめぐる洛中洛外』中田昭写真 淡交社 京都を愉しむ 2017

### 共著
- 『京都の歴史』全10巻 學藝書林 1970～1976、編集責任 林屋辰三郎、執筆分担 上田正昭 村井康彦 ら
- 『古代・中世の政治と文化』杉橋隆夫共編 思文閣出版 1994
- 『理解しやすい日本史B』改訂版 藤田覚、伊藤之雄共編著 文英堂 シグマベスト、2001
- 『日本古代史大辞典 旧石器時代〜鎌倉幕府成立頃』上田正昭監修・編集、愛宕元、西谷正、和田萃共編 大和書房 2006